# KudaGo
KudaGo — российский информационно-развлекательный интернет-портал, анонсирующий выставки, концерты, спектакли, фестивали, кинопоказы преимущественно в Москве и Санкт-Петербурге
.

## История
Был основан в 2012 году предпринимателем Александром Прокофьевым и Виталием Хитровым
. Сообщество KudaGo во ВКонтакте появилось раньше, чем сайт
. 
В 2013 году KudaGo занял второе место в номинации «СМИ» в премии «Рейтинг Рунета»
. С 2015 по 2017 год был одним из генеральных информационных партнеров сервиса Яндекс.Афиша

.
В 2015 году портал занял третье место в номинации «Лучший интернет-проект» в премии «Молодые миллионеры», организованной журналом «Деловой Петербург»
. В этом же году портал победил во всероссийской интернет-премии «Прометей» в категории «СМИ»
.
Специальный проект KudaGo «Год экологии» в 2018 году был удостоен премии правительства Санкт-Петербурга в области журналистики в номинации «Лучший медийный проект, реализованный в сетевом издании»
.
В 2019 году подкасты KudaGo были отмечены премией VK Podcast Awards в номинации «Выбор экспертов»
.
По данным SimilarWeb, средняя посещаемость сайта в 2019 году составила примерно 3,8 миллионов визитов в месяц
.